# Nicholas Christofilos
Nicholas Constantine Christofilos, griechisch Νικόλαος Χριστοφίλου (* 16. Dezember 1916 in Boston; † 24. September 1972) war ein griechisch-amerikanischer Physiker.

## Leben
Christofilos wuchs in Griechenland auf, wohin seine Eltern 1922 zogen, machte 1938 seinen Abschluss in Elektrotechnik und Maschinenbau am Polytechnikum in Athen und arbeitete als Elektroingenieur für eine Fahrstuhlfirma in Athen. Während der deutschen Besatzung reparierte die Firma Lastwagen, und Christofilos hatte Zeit sich privaten Physikstudien anhand deutscher Lehrbücher über Beschleunigerphysik und Kernphysik zu widmen. Nach dem Krieg gründete er eine eigene Fahrstuhlfirma. 1946 erfand er unabhängig das Synchrotron und das starke Fokussierungsprinzip für Beschleuniger, für das er in den USA und Griechenland ein Patent anmeldete. Diese Ideen wurden 1952 wiederentdeckt von Ernest Courant, M. Stanley Livingston und Hartland Snyder und dienten als Grundlage für Teilchenbeschleuniger in den USA und am CERN. Nach der Publikation durch Courant und Kollegen fand man einen entsprechenden Vorschlag in einem Brief von Christofilos an der University of California, Berkeley, der unbeachtet geblieben war. Courant und Livingston erkannten in einem Brief an Physical Review seine Priorität an. Man einigte sich auf eine Abschlagzahlung an ihn und bot ihm 1953 eine Stelle am Brookhaven National Laboratory an.
1956 trat er dem Lawrence Livermore National Laboratory (LLNL) bei, wo er an einem ASTRON genannten Vorschlag für einen Kernfusionsreaktor arbeitete (im Rahmen des Projekt Sherwood), den er schon in Griechenland 1953 entwickelt hatte. Ein Elektronenstrahl heizt dabei das linear zwischen zwei äußeren Spiegel-Magneten eingefangene Plasma auf und fängt es gleichzeitig durch das von den Elektronen erzeugte magnetische Feld ein. Entsprechende dafür benötigte Elektronenbeschleuniger („Induction Linear Accelerators“ oder „Induction Lineacs“) werden zur Röntgenblitzfotografie von Kernwaffen-Simulationstests in Los Alamos verwendet. Das ASTRON Projekt lief von 1956 bis 1973 am LLNL.
Am LLNL war er auch in einer Reihe militärischer Projekte involviert bzw. stieß diese an, z. B. Operation Argus: Kernwaffen-Explosionen in großer Höhe, die elektromagnetische Schocks auslösen und so die militärische Kommunikation – insbesondere über Satelliten – und die elektronische Steuerung von sowjetischen Interkontinentalraketen unterbinden oder stören sollten. Entsprechende Atombomben-Tests wurden 1958 bis 1962 durchgeführt (und lösten u. a. Polarlichter auf den Azoren und im Pazifik z. B. auf den Samoa-Inseln und Hawaii aus).
Anfang der 1960er Jahre schlug er die Kommunikation mit strategischen Atom-U-Booten über sehr große Wellenlängen (im ELF-Bereich) vor. Das sollte im Antennensystem Projekt Sanguine getestet werden, welches sich über 22500 Quadratmeilen, also mehr als 58.000 Quadratkilometer, in Wisconsin und Michigan erstrecken sollte. Schließlich wurde daraus das ELF-Projekt mit über 145 Meilen (rund 233 km) getrennten Antennenanlagen in Wisconsin (Clam Lake) und Michigan (in Republic), die dazu synchron operieren müssen und elektrische Ströme im Granit-Untergrund erzeugen. Erste erfolgreiche Tests fanden 1982 statt.
Ideen aus beiden Projekten wurden in den 1980er Jahren von Bernard Eastlund, der mit Christofilos befreundet war, zum HAARP-Projekt ausgebaut, in dem mit elektromagnetischer Aufheizung künstliche Plasmen in der Ionosphäre erzeugt werden, mit Anwendungen z. B. für Kommunikation mit U-Booten.
Christofilos war Mitglied der JASON Defense Advisory Group. 1969 wurde er Fellow der American Physical Society.